# Pidlissia (rejon tyśmienicki)
Pidlissia (ukr. Підлісся, dosł. Podlesie) – wieś na Ukrainie, w obwodzie iwanofrankiwskim, w rejonie tyśmienickim.
Do 1964 roku miejscowość nosiła nazwę Pacyków (ukr. Пациків, Pacykiw).
W 1912 roku Aleksander Lewicki założył we wsi fabrykę fajansu. Fabryka ta wytwarzała w okresie 1912–1939 cieszące się sporą popularnością wyroby fajansowe w stylu art déco, projektowane przez lwowskich rzeźbiarzy, m.in. Lunę Drexler, Antoniego Popiela, Władysława Gruberskiego, Ignacego E. Blaschkego i Władysława Adamiaka. Pośród produktów pacykowskiej fabryki były m.in. figurki dam prezentujących modę typową dla okresu lat międzywojennych, zwierzęta, postaci w strojach ludowych i inne. 
W II Rzeczypospolitej wieś w powiecie stanisławowskim województwa stanisławowskiego. W maju i czerwcu 1944 nacjonaliści ukraińscy z OUN-UPA zamordowali tutaj i we wsi Olesiów (wchodzącej w skład sołectwa) 54 Polaków.